# Spike Chunsoft
 (octobre 2019).
Si vous disposez d'ouvrages ou d'articles de référence ou si vous connaissez des sites web de qualité traitant du thème abordé ici, merci de compléter l'article en donnant les références utiles à sa vérifiabilité et en les liant à la section « Notes et références ».
Spike Chunsoft (株式会社スパイク・チュンソフト) est une société japonaise de développement et d'édition de jeux vidéo. La compagnie, créée le 1er avril 2012, est le résultat d'une fusion entre Spike et Chunsoft. Les deux sociétés étaient détenues par Games Arena Co., Ltd., une filiale de DWANGO Co., Ltd., qui avait acquis les deux entreprises séparément en 2005.

## Jeux développés
- Pokémon Donjon Mystère - Explorateur du Temps et de l'Ombre, (Nintendo DS 2008)
- Pokémon : Donjon Mystère - Explorateurs du Ciel (Nintendo DS, 2009)
- Conception: Ore no Kodomo o Undekure! (PlayStation Portable, 2012)
- Kenka Banchō Bros. Tokyo Battle Royale (PlayStation Portable, 2012)
- Danganronpa 2: Goodbye Despair (PlayStation Portable, 2012)
- Fushigi na Dungeon: Fūrai no Shiren 4 plus - Kami to Me to Akuma e so (Nintendo DS, PlayStation Portable, 2012)
- Pokémon : Donjon mystère - Les Portes de l'infini (Nintendo 3DS, 2013)
- 999: Nine Hours, Nine Persons, Nine Doors (Nintendo DS, iOS, 2009-13)
- Virtue's Last Reward (Nintendo 3DS, Playstation Vita, 2012)
- Conception II: Shichi Hoshi no Michibiki to Mazuru no Akumu (Nintendo 3DS, PlayStation Vita, 2013)
- Danganronpa: Trigger Happy Havoc / Danganronpa 1-2 Reload (PlayStation Vita, 2013)
- StreetPass Battle / Warrior's Way (Nintendo 3DS, 2013)
- L'Attaque des Titans (Nintendo 3DS, 2013)
- Danganronpa Another Episode: Ultra Despair Girls (PlayStation Vita, Microsoft Windows, PlayStation 4, 2014)
- J-Stars Victory Vs (PlayStation 3, PlayStation Vita, 2014)
- Danganronpa: Unlimited Battle (iOS, Android, 2015)
- Pokémon Méga Donjon Mystère (Nintendo 3DS, 2016)
- Zero Time Dilemma (Nintendo 3DS, PlayStation Vita, Steam, 2016)
- One Piece : Burning Blood (Windows, PlayStation 4, Xbox One, PlayStation Vita, 2016)
- Danganronpa V3: Killing Harmony (PlayStation 4, PlayStation Vita, 2017)
- Fire Pro Wrestling World (Windows, PlayStation 4, 2017)
- Jump Force (Windows, PlayStation 4, Xbox One 2019)
- AI: The Somnium Files (Windows, PlayStation 4, Nintendo Switch, 2019)
- Master Detective Archives: Rain Code (Nintendo Switch, 2023 - Windows, 2024)
- Dragon Ball: Sparking! Zero (Windows, PlayStation 5, Xbox Series, 2024)

## Jeux localisés au Japon
- The Witcher 2: Assassins of Kings (2012)
- Saints Row: The Third (2012)
- Les Royaumes d'Amalur : Reckoning (2012)
- Dead Island: Riptide (2013)
- Metro: Last Light (2013)
- Terraria (2013)
- Epic Mickey 2 : Le Retour des héros (2013)
- Epic Mickey: Power of Illusion (2013)
- Guacamelee! (2014)
- Hotline Miami Collected Edition (2015)
- The Witcher 3: Wild Hunt (2015)